# Obsessed by Cruelty
Obsessed by Cruelty är det tyska thrash metal-bandet Sodoms debutalbum, utgivet i maj 1986 på Metal Blade Records i USA och på SPV/Steamhammer i Europa.
Albumet spelades in två gånger. Första gången i Berlin, men då skivbolaget inte var nöjt med resultatet fick bandet spela in skivan igen, denna gång i en studio i Bayern. Denna senare version (tillsammans med ett bonusspår) släpptes i Europa på SPV/Steamhammer. Originalversionen var aldrig tänkt att släppas, men genom ett misstag kom den att distribueras som den officiella versionen på den amerikanska marknaden, via Metal Blade Records.

## Låtlista (Metal Blade-utgåvan)
Side A - Obsessed
1. "Intro (The Rebirth...)" – 1:53
2. "Deathlike Silence" – 5:06
3. "Brandish the Sceptre" – 2:55
4. "Proselytism Real" – 3:31
5. "Equinox" – 3:32

Side B - Cruelty
1. "Obsessed by Cruelty" – 5:47
2. "Fall of Majesty Town" – 4:01
3. "Nuctemeron" – 2:59
4. "Pretenders to the Throne" – 2:39
5. "Witchhammer" – 2:02
6. "Volcanic Slut" – 3:21

## Låtlista (Steamhammerutgåvan)
Side A
1. "Intro (The Rebirth...)" – 0:55
2. "Deathlike Silence" – 5:18
3. "Brandish the Sceptre" – 3:00
4. "Proselytism Real" – 3:26
5. "Equinox" – 3:38
6. "After the Deluge" – 4:53

Side B
1. "Obsessed by Cruelty" – 5:06
2. "Fall of Majesty Town" – 4:06
3. "Nuctemeron" – 3:03
4. "Pretenders to the Throne" – 2:39
5. "Witchhammer" – 1:46
6. "Volcanic Slut" – 2:58

## Medverkande
Musiker
- Tom Angelripper – sång, basgitarr
- Michael "Destructor" Wulf – gitarr
- Uwe "Ahäthoor" Christoffers – gitarr (Steamhammerutgåvan)
- Christian "Witchhunter" Dudek – trummor

Produktion (Metal Blade-utgåvan)
- Rainer Hänsel – producent
- Bobby Bachinger – inspelningstekniker
- Reinhard Wieczorek – omslagskonst
- Tom Angelripper – omslagsdesign
- Chris Witchhunter – omslagsdesign
- David Klammer – foto